# عبدالرحمان پژواک
عبدالرحمان پژواک (زاده ۷ مارس ۱۹۱۹ غزنی - درگذشت ۸ ژوئن ۱۹۹۵ پیشاور، پاکستان) دیپلمات افغان  بود و همچنین به‌عنوان رئیس مجمع عمومی سازمان ملل متحد در سازمان ملل فعالیت داشت.

## خبرنگار
عبدالرحمان پژواک پس از پایان تحصیلات لیسه‌اش(دبیرستانش) به عنوان خبرنگار مشغول به کار شد.او در قسمت خبری وزارت امور خارجه به عنوان سردبیر و ناشر روزنامهٔ اصلاح فعالیت می‌کرد و پس از آن نیز مدیر و سرپرست «آژانس خبری باختر» که اولین آژانس خبری افغانی بود گشت. وی همچنین رئیس انجمن حمایت از زبان پشتو (پشتو تولنه)نیز بود.

## دیپلمات
عبدالرحمان پژواک در سال ۱۹۴۶ به دنیای دیپلماتیک قدم گذاشت و به عنوان رایزن سفارت افغانستان در امور خبری و فرهنگی در انگلستان و ایالات متحده منصوب شد. او در سال ۱۹۵۱ کارمند وزارت امور خارجه افغانستان و همپنین مأمور به حضور در سازمان ملل متحد شد. پژواک پس از فعالیت در سازمان ملل سفیر افغانستان در آلمان و سپس هند و در ۱۹۷۶ در انگلستان شد.او این سمت را در سال ۱۹۷۸ بر اثر به وقوع پیوستن مناقشات کمونیستی داخلی افغانستان از دست داد و به افغانستان بازگشت. پس از بازگشت عبدالرحمان به افغانستان او در حبس خانگی به سر برد و تنها در سال ۱۹۸۲ به دلیل بیماری اجازهٔ خروج از کشور را یافت و تا سال ۱۹۹۱ در ایالات متحده زندگی کرد و پس از آن در پیشاور پاکستان سکونت نمود.

## ترفیع به مقام رئیس مجمع عموم سازمان ملل
عبدالرحمان پژواک در سال ۱۹۵۸ به عنوان نمایندهٔ دائم افغانستان در سازمان ملل تایین شد و در آنجا تحت عنوان مدیر کمیسیون حقوق بشر سازمان ملل به فعالیت پرداخت. او در سال ۱۹۶۳ برای میانجیگری و اصلاح روابط میان ویتنام و انجمن بوداییها مأمور شد. پژواک در ۲۰ سپتامبر ۱۹۶۶ پس از آمینتوره فانفانی به عنوان رئیس مجمع عمومی انتخاب شد و تا سال ۱۹۶۷ در این سمت باقی ماند.